# Federazione cestistica di Macao
La Federazione cestistica di Macao è l'ente che controlla e organizza la pallacanestro a Macao.
La federazione controlla inoltre la nazionale di pallacanestro di Macao e ha sede a Macao.
È affiliata alla FIBA dal 1979 e organizza il campionato di pallacanestro di Macao.